# NGC 7360
NGC 7360 في الفهرس العام الجديد، هي مجرة، تقع في كوكبة الفرس الأعظم. اكتشفت في 29 أغسطس 1864 بواسطة ألبرت مارث.

## روابط خارجية
- NGC 7360 على موقع ويكي سكاي: DSS2, SDSS, GALEX, IRAS, Hydrogen α, X-Ray, Astrophoto, Sky Map, Articles and images